# Етрурија
Етрурија (у грчким и латинским изворима називана је Tyrrhenia или Tyrsenia) је била област у централној Италији на простору данашње Тоскане, делимично Лација, Емилије-Ромање и Умбрије. Доста о локацијама етрурских насеља налазимо у есејима Д. Х. Лоренса. 
Народ старе Етрурије се називао Етрурцима и њихова се цивилизација базирала на градовима-државама који су створени у 8. веку п. н. е. и који су постали веома снажни у наредна два века. Етрурци су били доминантна култура у Италији до 650 године п. н. е. и имали су утицаја не само на суседе као што је био Лацијум већ и шире. Трговина тада цвета чак и са Египтом о чему сведоче многи предмети нађени у етрурским гробницама. 
Рим је нарочито био под утицајем Етрураца у коме влада низ етрурских краљева до 509. године п. н. е. када је последњи етрурски краљ Луције Тарквиније Охоли био збачен са трона и када је основана Римска република. Најјачи утицај етрурске културе на Рим присутан је био у архитектури и ритуалима, као што је нпр. тријумф. Под етрурским краљевима били су изграђени Капитол, Клоака Максима (градска канализација) и Вија Сакра (један од путева). Такође у римском парламенту, Сенату, од 300 посланика (сенатора) 100 је било из редова етрурског племена.
Етрурци су такође заслужни за приближавање грчке културе Римљанима, укључујући 12 богова са Олимпа, гајење маслина и винове лозе, алфабет и архитектуру (лук, канализација, одводни системи су били увезени из Етрурије).
Класично име Етрурија је оживљено почетком 19. века када је то име дато Тоскани (Краљевина Етрурија 1801—1807) под Наполеоном. 

## Градови
- Арецо (Arretium)
- Каере (Caisra)
- Клузиј (Clevsin)
- Кортона (Curtun)
- Волтера (Felathri)
- Популонија (Fufluna, лат. Populonium)
- Перузија
- Терачина (Tarchuna)
- Тарквинија (Tarquinii)
- Веји
- Волчи (Velch)
- Ветулонија (Vetluna)